# 桑振君
桑振君（1929年12月27日—2004年7月9日），河南省开封县人，是豫剧表演艺术家、戏曲教育家、也是豫剧改革家。她破除门户之见，以祥符调为基础，吸收豫东、豫西、沙河调和河南坠子唱腔，使其成为豫剧桑派艺术创始人。她曾是邯郸市人民政府艺术顾问、河北省文联荣誉委员、河北省戏剧家协会艺术顾问，并享受国务院特殊津贴。她的代表剧目有《秦雪梅观文》、《对绣鞋》。
她培养的著名弟子有刘佰玲、苗文华、赵贞玉、郭英丽、宋凤丽等人。

## 从艺经历

### 民国时期
桑振君1929年农历12月27出生在河南省开封县仇楼乡东马庄一个河南坠子艺人家庭，桑振君6岁便随母学唱河南坠子。9岁入杞县戏班学习豫剧“祥符调”，工小旦，兼学青衣。受河南坠子这门艺术的影响，她在豫剧声腔中，将河南坠子吸收到豫剧之中。14岁时便走红一方，成为剧团里的主演之一。1950年代，刚二十岁出头的她就与陈素真、常香玉并称为豫剧舞台的“三鼎甲”，形成了“东陈西常中南桑”的鼎足之势。

### 共和国时期
1949年7月，桑振君加入中国人民解放军二野十九旅前进剧团。1953年加入中国人民解放军赴朝鲜慰问团，在朝鲜战场上为志愿军进行战地演出。1956年12月底举行的首届戏曲观摩演出中，她的《白莲花》、《下陈州》等节目引起轰动，成为获得一等演出奖的12位演员中的一员。1964年，桑振君应邀调入邯郸东风豫剧团。1987年被调入邯郸艺校担任名誉校长，从事豫剧教育工作。2004年7月9日在河北邯郸去世。